# 12 Girls Band
12 Girls Band (chinois : 女子十二樂坊) est un girls band chinois. Formé en 2001,, le groupe est à l'origine composé de douze femmes, toutes diplômées de diverses écoles de musique classique de Pékin. Leur musique repose sur des instruments traditionnels chinois (comme le dizi, l'erhu, le guzheng, le pípa et le yangqin), auxquels s'ajoutent des éléments de pop, de jazz et de musique classique.

## Histoire
12 Girls Band se forme en juin 2001. En 2003, le groupe quitte Universal Music Hong Kong et signe chez Platia Entertainment, un label discographique indépendant basé à Tokyo, au Japon. Platia publie Beautiful Energy le juillet 2003 au Japon. L'album se vend à plus de deux millions d'exemplaires dans le pays, ainsi qu'à 200 000 exemplaires dans le reste de l'Asie. Eastern Energy, le premier album du groupe sorti aux États-Unis, se classe no 1 des Top World Music Albums pendant 12 semaines consécutives et se vend à 165 000 exemplaires.

## Membres

### Membres actuels
- Jiang Jin (蔣瑾) – erhu
- Lei Yin (雷滢) – erhu, dixianqin
- Liao Bin Qu (廖彬曲) – dizi[13]
- Ma Jing Jing (馬菁菁) – yangqin
- Shi Juan (石娟) – pípa
- Sun Ting (孫婷) – erhu
- Sun Yuan (孫媛) – dizi
- Yang Songmei (楊松梅)[11] – yangqin[13]
- Yin Yan (殷焱) – erhu
- Zhan Li Jun (詹麗君) – erhu
- Zhang Kun (張琨) – pípa
- Zhong Bao (仲宝) – pipa
- Zhou Jiannan (周健楠)[11] – guzheng[14]

### Anciens membres
- Zhang Shuang (張爽) : pipa[15]

## Discographie

### Albums studio
| Année | Album              | Meilleure position | Meilleure position | Meilleure position    | Meilleure position | Meilleure position | Meilleure position | Certifications |
| Année | Album              | É.-U. 200          | É.-U. Heatseekers  | É.-U. Internet Albums | É.-U. Music Videos | É.-U. World ,      | Japon ,            | Certifications |
| --- | ------------------ | ------------------ | ------------------ | --------------------- | ------------------ | ------------------ | ------------------ | -------------- |
| 2003 | Beautiful Energy   | –                  | –                  | –                     | –                  | –                  | 1                  | : million      |
| 2004 | Shining Energy     | –                  | –                  | –                     | –                  | –                  | 1                  | : platine      |
| 2004 | Eastern Energy     | 62                 | –                  | 7                     | 1                  | 1                  | –                  |                |
| 2005 | Romantic Energy    | –                  | –                  | –                     | –                  | 5                  | 8                  |                |
| 2005 | The Best of Covers | –                  | –                  | –                     | –                  | –                  | 13                 |                |
| 2007 | Shangai            | –                  | 50                 | –                     | –                  | 7                  | –                  |                |
| « – » indique qu'aucun classement n'a été atteint ou qu'aucune sortie ne s'est effectuée dans cette région. |                    |                    |                    |                       |                    |                    |                    |                |

### Albums live
| Année | Albums live                                                 | Meilleure position | Certifications |
| Année | Albums live                                                 | Japon ,            | Certifications |
| --- | ----------------------------------------------------------- | ------------------ | -------------- |
| 2003 | Miracle                                                     | 3                  | : platine      |
| 2004 | Live at Budokan Japan 2004                                  | –                  |                |
| 2004 | ベストセレクション～日本公演2004"奇跡"より～                | 17                 |                |
| 2005 | Journey to Silk Road Concert 2005 [3rd Anniversary Edition] | –                  |                |
| 2005 | Live from Shangai                                           | –                  |                |
| « – » indique qu'aucun classement n'a été atteint ou qu'aucune sortie ne s'est effectuée dans cette région. |                                                             |                    |                |

### Compilations
| Année | Compilation               | Meilleure position |
| Année | Compilation               | É.-U. World        |
| --- | ------------------------- | ------------------ |
| 2004 | Freedom                   | 8                  |
| 2006 | The Best of 12 Girls Band | –                  |
| « – » indique qu'aucun classement n'a été atteint ou qu'aucune sortie ne s'est effectuée dans cette région. |                           |                    |